# 王建宏
王建宏（1962年12月—），中国共产党党员，中华人民共和国银行家。北京市第15届人民代表大会代表。

## 生平
1962年12月，王建宏出生，后从山东大学政治经济学毕业，并且取得北京大学工商管理硕士学位。
1988年，王建宏加入中国银行，先后在中国银行山东省分行、中国银行辽宁省分行、中国银行北京市分行工作，并且担任辽宁省分行和北京分行的行长、党委书记。2020年5月，王建宏出任中国银行三星人寿保险有限公司董事长，6月出任党委书记。2023年2月24日，王建宏卸任董事、董事长。

### 落马
2023年3月15日，王建宏涉嫌严重违纪违法接受中央纪委国家监委驻中国银行纪检监察组纪律审查和山东省济宁市监委监察调查。王建宏是继中国建设银行河北省分行原党委书记兼行长李秀昆、中国建设银行湖南省分行原党委书记兼行长龚蜀雄、交通银行四川省分行原副行长刘志刚、交通银行云南省分行原副行长周东、中国银行黑龙江省分行副行长陈枫之后第6位银行高管。